# チェーン・リアクション
『チェーン・リアクション』（Chain Reaction）は、1996年のアメリカ合衆国のサスペンスアクション映画。
監督はアンドリュー・デイヴィス、出演はキアヌ・リーブス、モーガン・フリーマン、レイチェル・ワイズなど。
エネルギー開発をめぐる陰謀に巻き込まれて命を狙われることになったエンジニアを描いている。

## ストーリー
シカゴ大学のエンジニアであるエディは、新エネルギー発生装置を開発するための科学プロジェクト・チームに参加する。水からエネルギーを生む新しい技術は革命を起こしうるものだった。だが、それは石油など既存のエネルギーを駆逐するため反発も大きかった。実験成功の打ち上げパーティの後、バークレイ博士が死体で発見され、その上研究所は爆破されてしまう。エディはFBIからバークレイ博士殺害の容疑者として指名手配され、追われる身になってしまうが、自身の無実を証明すべく、陰で糸を引く組織に立ち向かう。

## 登場人物
エディ・カサリビッチ
演 - キアヌ・リーブス
シカゴ大学のエンジニア。遍歴を持っており、素行不良で大学を中退したことがあった。バイクで派手に転倒しても大丈夫だったタフさを持つ。行動力に長け、偶然から事件の解決の糸口を掴んだ幸運も持つ。
ポール・シャノン
演 - モーガン・フリーマン
ムーア財団の基金援助員。
リリー・シンクレア博士
演 - レイチェル・ワイズ
物理学者。エディのチームの同僚。チェンに雇われてプロジェクトに参加した。割と砕けており、真剣な話をしていたバークレイをパーティに誘おうとした。
レオン・フォード
演 - フレッド・ウォード
FBI捜査官。
ドイル
演 - ケヴィン・ダン
FBI捜査官。フォードの相棒。
ライマン・アール・コリアー
演 - ブライアン・コックス
施設の共同責任者。
マギー・マクダーモット
演 - ジョアンナ・キャシディ
エディの友人。逃走したエディを匿う。
アリステア・バークレイ
演 - ニコラス・ルドール
博士。何者かに殺害される。
ルー・チェン
演 - ツィ・マー
博士。事件で行方不明となる。
ジェームス・ワシントン
演 - ジーン・バージ
エディの同僚。
ルーカス・スクレブネスキー
演 - クシシュトフ・ピチェンスキ
エディの同僚。
カレブ・ウィリアムズ
演 - ジョニー・リー・ダヴェンポート
警察関係者。

## キャスト
| エディ・カサリビッチ       | キアヌ・リーブス               | 山寺宏一                                                           | 森川智之                                                                           | 宮本充 |
| ポール・シャノン           | モーガン・フリーマン           | 池田勝                                                             | 小林修                                                                             |        |
| リリー・シンクレア博士     | レイチェル・ワイズ             | 塩田朋子                                                           | 麻生侑里                                                                           |        |
| レオン・フォードFBI捜査官  | フレッド・ウォード             | 佐々木勝彦                                                         | 銀河万丈                                                                           |        |
| ドイルFBI捜査官            | ケヴィン・ダン                 | 福田信昭                                                           | 野島昭生                                                                           |        |
| ライマン・アール・コリアー | ブライアン・コックス           | 稲葉実                                                             | 堀勝之祐                                                                           |        |
| マギー・マクダーモット     | ジョアンナ・キャシディ         | 宮寺智子                                                           | 竹村叔子                                                                           |        |
| エド・ラファティ           | チェルシー・ロス               | 糸博                                                               | 手塚秀彰                                                                           |        |
| アリステア・バークレイ博士 | ニコラス・ルドール             | 塚田正昭                                                           | 宝亀克寿                                                                           |        |
| ルー・チェン               | ツィ・マー                     | 牛山茂                                                             | 諸角憲一                                                                           |        |
| ルーカス・スクレブネスキー | クシシュトフ・ピチェンスキ     | 仲野裕                                                             | 西村知道                                                                           |        |
| ジェームス・ワシントン     | ジーン・バージ                 | 小野英昭                                                           |                                                                                    |        |
| カレブ・ウィリアムズ       | ジョニー・リー・ダヴェンポート | 大川透                                                             | 水内清光                                                                           |        |
| ウィスコンシン州の首長     | ネッド・シュミッケ             |                                                                    |                                                                                    |        |
| ニック・ジンガロ           | ロン・ディーン                 | 宝亀克寿                                                           | 長克巳                                                                             |        |
| 上院議員                   | ディック・キューザック         | 塚田正昭                                                           | 水野龍司                                                                           |        |
| 花の配達員                 | マイケル・シャノン             | 坪井智浩                                                           | 吉田孝                                                                             |        |
| その他                     | N/A                            | 長島雄一 掛川裕彦 坂口哲夫 星野充昭 定岡小百合 中澤やよい 小野美幸 | 寺内よりえ 星野充昭 樫井笙人 中博史 青山穣 鈴木紀子 清水敏孝 荒川美奈子 浅野まゆみ |        |
| 日本語版制作スタッフ       |                                |                                                                    |                                                                                    |        |
| 演出                       | 演出                           | 高城民雄                                                           | 蕨南勝之                                                                           |        |
| 翻訳                       | 翻訳                           | 平田勝茂                                                           | たかしまちせこ                                                                     |        |
| 調整                       | 調整                           | 兼子芳博                                                           | 高橋久義                                                                           |        |
| 制作                       | 制作                           | クリプリ                                                           | コスモプロモーション                                                               |        |
| 初回放送                   | 初回放送                       | N/A                                                                | 1999年7月4日 『日曜洋画劇場』                                                      |        |

## 作品の評価
Rotten Tomatoesによれば、批評家の一致した見解は「物語の核である科学の飛躍的進歩を皮肉った『チェーン・リアクション』は、よくある常套的な逃走劇スリラーである。」であり、33件の評論のうち高評価は18%にあたる6件で、平均点は10点満点中4.20点となっている。